# Colombières
Colombières település Franciaországban, Calvados megyében. Lakosainak száma 206 fő (2022. január 1.). Colombières Bricqueville, La Cambe, Canchy, Longueville, Monfréville, Isigny-sur-Mer és Formigny La Bataille községekkel határos.

## Népesség
A település népességének változása:
| Lakosok száma | 306  | 247  | 218  | 196  | 207  | 211  | 210  | 207  | 205  | 206  |
|               | 1968 | 1982 | 1990 | 2006 | 2013 | 2015 | 2017 | 2019 | 2020 | 2022 |